# José Luís (São Tomé)
José Luís é uma aldeia de São Tomé e Príncipe, localiza-se no Distrito de Lembá, ilha de São Tomé, próxima às localidades de Cadão, José Luís Campo e de Maria Luísa Campo.